# Aquixtla
Aquixtla är en kommun i Mexiko.   Den ligger i delstaten Puebla, i den sydöstra delen av landet, 130 km öster om huvudstaden Mexico City. Antalet invånare är 7 386. Arean är 190 kvadratkilometer.
Terrängen i Aquixtla är kuperad åt sydväst, men åt nordost är den bergig.
Följande samhällen finns i Aquixtla:
- Cuautieco
- Atexcac
- Tlaltempa
- Atecoxco
- Pachuquilla
- Chignahuacingo
- San Alfonso
- La Loma
- Coayuca
- Tlacomulco
- Cuautolanico
- Tlachiapa
- Ecapactla
- Chaucingo
- Ilotepec
- Ayocuantla